# Anders Källström
Lars Jonas Anders Källström, född 8 mars 1959 i Själevads församling i Västernorrlands län, är VD och koncernchef för Lantbrukarnas Riksförbund från och med hösten 2009. Fram till 2009 var Källström VD för Allehanda Media Ångermanland. Han tillträdde som ordförande i MODO Hockey 2007 och avgick i augusti 2009. Han är far till Emil Källström, och är bosatt i Örnsköldsvik.